# Římskokatolická farnost Horní Kounice
Římskokatolická farnost Horní Kounice je územní společenství římských katolíků s farním kostelem svatého Michaela archanděla v obci Horní Kounice. Do farnosti spadají také obce Čermákovice a Medlice.

## Historie farnosti
Hornokounická farnost je velice stará, její počátky souvisí se založením komendy řádu Johanitů v obci kolem roku 1150. Johanité zde vystavěli kostel a měli zde i špitál. Komenda zanikla pravděpodobně v husitských válkách. Na začátku 17. století byla duchovní správa protestantská, po třicetileté válce byla obnovena katolická duchovní správa – od roku 1649 začínají matriky při zdejší faře. V průběhu staletí byl farní kostel několikrát rozšířen přístavbou. V Čermákovicích se nachází kaple svatého Jakuba z roku 1896, v Medlicích kaple svatých Cyrila a Metoděje postavená v roce 1901.

## Duchovní správci
Nejdéle v historii hornokounické farnosti – 46 let – sloužil kněz P. Antonín Němčanský (1962 až 2008), rodák z Hodějic, který v Horních Kounicích oslavil v roce 2007 jubileum 65 let kněžské služby. Zemřel na Moravci 10. listopadu 2010 ve věku 92 let, pohřben byl v Horních Kounicích. Od 1. srpna 2008 do srpna 2013 byl administrátorem excurrendo R. D. Mgr. Jaromír Gargoš z Běhařovic. Od září 2013 do července 2014 byl administrátorem excurrendo R. D. ICLic Slavoj Alexa.Od 1. srpna 2014 byl administrátorem excurrendo ustanoven R. D. Mgr. Pavel Krč z Horních Dubňan.

## Bohoslužby
| Kostel                      | Místo         | Bohoslužba (den) | Hodina                          | Poznámka     |
| --------------------------- | ------------- | ---------------- | ------------------------------- | ------------ |
| svatého Michaela archanděla | Horní Kounice | neděle středa    | 10.00 17.00 (zima)/18.00 (léto) | farní kostel |
| svatého Cyrila a Metoděje   | Medlice       |                  |                                 | kaple        |

## Aktivity farnosti
Dnem vzájemných modliteb farností za bohoslovce a bohoslovců za farnosti brněnské diecéze je 2. prosinec. Adorační den připadá na 28. února.
Dne 6. června 2009 bylo ve farnosti biřmování. Dvanáct věřících biřmoval brněnský biskup Vojtěch Cikrle. V roce 2010 probíhaly velké opravy farního kostela (byly prováděny výkopy kolem vnějších zdí kvůli odvlhčení, uvnitř kostela byla provedena sanace zdí, kostel dostal novou elektroinstalaci, ozvučení a topení v lavicích). Zároveň byly restaurovány nejvíce poškozené stropní fresky.
V roce 2011 byly opraveny varhany a restaurována freska Panny Marie s Ježíškem, pocházející od malíře Winterhaltera z roku 1795. V roce 2012 byly v kostele dokončeny opravy stropních maleb andělů. 
Ve farnosti se pravidelně koná tříkrálová sbírka. V roce 2016 se při ní vybralo v Horních Kounicích 7 662 korun, v Čermákovicích 4 870 korun a v Medlicích 4 765 korun.